# Curimopsis nigrita
Curimopsis nigrita is een keversoort uit de familie pilkevers (Byrrhidae). De wetenschappelijke naam van de soort is voor het eerst geldig gepubliceerd in 1934 door Palm.